# Крупець (Дубенський район)
Крупе́ць — село в Україні, у Крупецькій сільській громаді Дубенського району Рівненської області. Центр Крупецької сільської громади.

## Загальний опис
Одне з найбільших в області. Населення — 1507 осіб. З 1576 по 1939 роки мало статус міського поселення і було центром однойменної волості. З 1913 по 1917 рр керівником місцевої адміністрації — Крупецьким волосним старшиною та гласним (депутатом) Дубенського «Уѣздного Земского Собранія» був Яків Леонтійович Мирончук (1878—1955), житель Михайлівки. До складу волості на той час долучились Козин, Тарнавка, Середнє, Пустоівання, Рудня-Почаївська. Діяло однокласне сільське училище в Крупці, у якому служив вчителем Сергій Лаврентійович Гелюта. У місцевому трактирі шинкував Степан Михайлович Плечук. Волость обслуговувала земська лікарня на 14 ліжок у Рудні-Почаївській, лікар Борис Іванович Бояковський (Весь Юго-Западный край. Киев, 1913, стор. 432, 742—746.). Крупецька волость у 1884 році волость об'єднувала 8 сільських общин (Крупець, Карпилівка, Козинська Пляшева, Михайлівка, Сестрятин, Ситно, Срібно, Янівка), 20 поселень, 627 дворів, 5181 жителів, 16382 десятин землі (в тому числі 9430 десятин ріллі). З промисловості — пивоварні у Крупці та Сестрятині, цегельний та винокуренний заводи у Сестрятині, млин «американского устройства» в Янівці. У всіх селах, крім Янівки, діяли православні церкви, а у Крупці ще й єврейський молитовний дім та католицька каплиця. Церковно-приходська школа була одна — в Ситно. ЇЇ заснував у 1861 році ситенський священик Мойсей Степанович Лапінський, який служив і у михайлівській церкві. (Волости и важнѣйшія селенія Европейской Россіи. Выпуск III. Губерніи Малороссійскія и Юго-Западныя. Санктпетербургъ, 1885. Стор. 190, 212).
7 (20) листопада 1917 року, відповідно до Третього Універсалу Української Центральної Ради, увійшло до складу Української Народної Республіки.
Розташоване на Бродівсько-Кременецько-Дубнівській рівнині, у волинській частині природної зони Мале Полісся. Село відоме своєю агрокорпорацією «Крупець» (керівник Володимир Варфалюк, заслужений працівник сільського господарства України), де займаються птахівництвом (кури-бройлери, яйця), рільництвом (зернові та зернобобові). Іншим великим підприємством з більшою кількістю працюючих є молокозавод. Хороше сполучення зумовлює успішну працевлаштованість селян. Через центр Крупця проходить траса міжнародного сполучення Київ—Чоп, неподалік села, на початку вулиці Біла Криниця, пролягає залізнична колія, там зупиняється елекропоїзд сполученням Рівне — Львів. До районного центру — 5 км, до обласних центрів Рівного, Львова, Тернополя та Луцька — близько 100 км до кожного, до них налагоджене сполучення автобусами.
15 грудня 2015 року утворена Крупецька ОТГ, перші місцеві вибори відбулися 24 квітня 2016 року. Першим головою громади став Віталій Мошкун.
До Крупецької сільської громади входять села: Баранне, Боратин, Веселе, Гайки, Гайки-Ситенські, Гнильче, Гоноратка, Довгалівка, Заміщина, Засув, Карпилівка, Коритне, Коти, Крупець, Митниця, Михайлівка, Нова Митниця, Пляшівка, Полуничне, Рідків, Ситне, Срібне,Табачуки,Теслугів,Хотин.
12 червня 2020 року, відповідно до розпорядження Кабінету Міністрів України № 722-р від «Про визначення адміністративних центрів та затвердження територій територіальних громад Рівненської області», увійшло до складу Крупецької сільської громади Радивилівського району..
19 липня 2020 року, в результаті адміністративно-територіальної реформи та ліквідації Радивилівського району, село увійшло до складу Дубенського району.

## Природа
- Неподалік від села розташоване заповідне урочище «Сосновий Ліс» і ботанічний заказник Урочище «Кишка».

## Походження назви
Припускається, за М. І. Теодоровичем, що містечко в давнину мало невелику площу, оточену з усіх боків сосновим лісом. Можливо, його перші поселенці були лісопромисловцями, які, маючи на меті поліпшити свій добробут, очищаючи землю від коренів під ріллю та садиби, влаштовували поблизу своїх жител печі для добування смоли з соснових пнів і сушняку, що нагромадилися; а коли печі ці створили круг біля їхніх жител, то вони й самій місцевості, ними зайнятій, дали назву — Круг-піч або Круг-печей, яка перейшла згодом в устах народу в Крупечеськ, Крупець (як з Лутеськ або Лучеськ — Луцьк, з Корчеськ — Корець). Цікаво, що аналогічна версію походження назви у села Крупець Хмельницької області. Інша версія: історик Папроцький, свідчить Теодорович, пише, що Володимир Святославович, великий князь руський, бажаючи змінити язичницьку віру, послав послів на схід і захід Європи з метою довідатися, яка віра найкраща. Після повернення посли вказали на повну перевагу Східної православно-християнської церкви. Дружинники Володимира, сильно поглинуті язичництвом, чуючи ці похвали Східному православ'ю, кепкували над цими послами. Тоді один з послів, на ім'я Галка, обурений насмішками, викликав трьох насмішників на поєдинок і всіх їх поклав мертвими. Ця подія, витлумачена як чудо, так сильно вплинула на оточуючих, що багато з них — дружинників — і сам Володимир прийняли православну Христову віру у 988 р. У пам'ять про це Володимир дав Галці прізвище Салава або Шалава, що по слов'янському ідентичне із словом Слава (честь). Як видно з хроніки Мартина Бєльського під 1300 р., нащадки цього Галки жили спочатку в околиці Києва, а потім у Червоній Русі. Ще в 16 столітті Галки жили в Руському воєводстві і в сусідніх провінціях, про це говорить Окольський (Теодорович подає відповідне посилання), який наводить напис на гробниці Станіслава Галки, котрий помер у 1600 році. За дослідженнями В.Рожка, Лідихів і Круп'є отримав у власність Нестор Галка. Згідно з давніми звичаями, роди (фамілії), які отримували у володіння відомі села, змінювали свої назви на назви цих сіл. Таким чином представники з родів, які оселилися в Лідихові і Круп'ї (Теодорович дає уточнення: нині м. Крупець), стали зватися панами Лідихівськими і Круп'єцькими. Згодом за селом закріпилася назва Крупець.

## Історія
Луцький історик-архівіст В.Рожко, який бував у Крупці і досліджував його історію, стверджує, що люди в тому місці, де постав Крупець, жили ще в епоху неоліту, у ті часи вони селилися біля річок. Про це свідчать кам'яні знаряддя праці, знайдені на території села. Першим державним утворенням тут була держава волинян з центром у Бужеську (Буську), розгромлена аварами в середині VII ст. Пізніше, за достовірними даними, край входив в удільне Перемильське князівство Галицько-Волинської землі, згадане в Іпатіївському літописі в 1097 році. Перемиль, до якого від Крупця близько 30 км, тоді був великим і знаним в Київській Русі містом, понищеним монголо-татарами в 1241 році і занепалим, зараз це село біля Берестечка на території Волинської області. Після того поселення входило в Руське королівство Данила Романовича. Після смерті всіх нащадків короля Данила по чоловічій лінії в 1340 р. поляки захопили Галичину, а Любарту-Дмитру Гедиміновичу, одруженому з правнучкою короля Данила, залишилась Волинь, відтоді край підпав під владу Литви. Доказом цього служить свідчення, що Любарт-Дмитро, князь Луцький і Володимирський, в 1382 р. купив в угорських старост сусідній Сестрятин і Перемиль (дивись Сестрятин). За В.Рожком, в 1442 р. великий князь литовський Казимир Ягеллон надав Лідихів і Крупець у власність вихідця з Поділля Нестора Галки.

### XVI—XIXст.
На початку XVI ст. у Крупці має свій двір Івашко Крупецький з роду Галок, згаданий як його власник у 1528 р. За відомим переписом Литовського війська Івашко Крупецький мав виставляти з маєтку одного вершника. Саме ця шляхетська родина, починаючи з Нестора Галки, започаткувала спорудження земляних укріплень, згодом на мисі при злитті рік постав замок Крупець. Як центр навколишньої місцевості він частково замінив собою замок у Теслугові, з яким ділив давнішню волость. Замок у маєтку Крупець, очевидно, був збудований одночасно з містом, що свідчить про заселеність краю, оскільки для такого об'єму земляних робіт потрібні були немалі трудові ресурси. В актах Луцького замку зафіксовано, що в 1542 р. вже був штучний острів і палац із садом на ньому, але про замок ще не згадується. Пізніше Крупець згадується в акті від 1545 року — в опису Луцького окружного замку, у числі городень якого згадується городня «пани Михайловой Свинюской съ Теслухова и съ Крупца», у тому ж опису, при описуванні великого земського мосту, згадується ще «городня пани Михайловой Свинюской, съ именія ея Крупца», коштом маєтку вона утримувала городню (маєток) Луцького замку. Ще Крупець згадується в акті від 24 червня 1562 року — у скарзі нареченого луцького владики Марка Жоравницького на опарипеського урядника віленського воєводи Миколая Радзивілла про наїзд на землі крупецького маєтку скаржника і завдання побоїв та пограбувань його селянам. Звідси видно, що в середині 16 віку Крупець належав спочатку дружині Михайла Свинюського, а потім Марку Жоравницькому, у той же час в 1569 р. Литва і Польща об'єдналися в Річ Посполиту, Крупець став волосним центром Дубенського повіту Волинського воєводства з центром у Луцьку. В 1576 р. М. М. Жоравницький одержав локаційно-магдебурзький привілей, тобто Крупець отримав статус міста, при тім в своїх правах мав орієнтуватися на Луцьк і Кременець. В 1583 р. Михайла Жоравницька, підкоморія Луцька, платила податок від 16 димів ринкових, 20 димів вуличних, 7 нужденних хат, 1 шевця, 2 комірників і 1 попа. У листі Яна Жоравницького дружині Зузанні на доживоття, датованому 1608 р., фігурує панський двір. Пізніше, очевидно, Крупець перебував у власності Вишневецьких, документи Кременецького земського суду свідчать, що Вишневецькі, у тому числі Ярема Вишневецький, були фігурантами майнових суперечок в цій частині Волині (в географічному словнику Королівства Польського за 1883 рік вказується, що Крупець колишня власність Вишневецьких, потім Любомирських). Не оминули Крупець події визвольної війни під проводом Б.Хмельницького. В 1648 р., коли польські війська, переслідувані козаками, відступали після поразки під Пилявцями, жовніри пограбували містечко, багатьох селян побили. Тому жителі Крупця приєднувались до загонів повстанців. Облога Бродів, битва під Берестечком, татарські набіги 1667, 1672, 1675 рр. — реалії того часу. Німим свідком тих подій є курган-поховання на східній околиці Крупця, у якому знаходили татарську зброю (зараз розораний). Очевидно, що у другій половині XVI ст. у Крупці вже були потужні земляні укріплення бастіонного типу (їх досліджував С. В. Терський у 2011 р.). На той час, 1672 рік, датується перший детальний опис Крупця. Тоді тут проїжджав французький дипломат, німець за походженням, Ульріх фон Вердум. Ось що він пише: «Далі (після Радивилова) рівниною, оточеною чагарниками, до Крупця, який належить панові Цетнеру, одна миля. Це досить значна місцевість із папським костьолом і руською церквою. Тут з озера, що лежить збоку, витікає струмок. Замок, збудований у формі чотирикутника, має досить значні земляні вали і чотири вежі по кутах». Затим — відомі такі власники м. Крупця: Цетнери, Потоцькі — близько 1760 p., Мнішки — близько 1780 p. В 1772 р. епідемія чуми викосила половину жителів містечка. Вони поховані, мабуть, на південно-західному куті птахокомплексу «Пісок» — за спогадами старожилів, там є велике поховання. В 1795 р. Польща була поділена між Австро-Угорщиною, Пруссією і Російською імперією. У 1800 р. Крупець Катериною II був подарований учасникові війни проти Польщі, російському генералові графові Ігельстрому. Кордон між Росією і Австрією був за Радивиловом. В Крупці була дислокована частина Донського козацького полку (муровані казарми, конюшні були на теперішніх городах вулиці Огрод з північної сторони). Офіцери квартирувались по містечку. При в'їзді в Крупець (по старій дорозі за ставком) була митниця другої лінії, так звана «рогатка», тому вулиця за нею дістала назву Зарогатки. Була в Крупці поштова станція, де можна було перепрягти коней, проводились багатолюдні ярмарки, на яких торгували худобою. Приїздили купці, торговці, маклери, всі привозили товар і вісті різного роду. Чумаки з Крупця їздили в Крим по сіль. Ось що пише лейтенант Володимир Броневський, який 1810 року в пішій колоні морських сил повертався майже півроку додому після бойових дій Російської імперії проти Наполеона на Середземному морі, подолавши шлях майже 2800 верст і написавши книгу «Путешествие от Триеста до С.-Петербурга в 1810 году»: "7 червня колона, до якої я належав, не зупинилася в місті, а пройшла далі чотири версти і розташувалася в селі Крупцах. Перші дні перебування в своєму кордоні я провів у Радзивилові з товаришами, які прийшли туди раніше на нас, доволі весело, до того ж митний директор почастував нас, як мовиться, не шкодуючи нічого. Учора, попрощавшись із товаришами з Чорноморського флоту, які отримали повеління рухатися в Миколаїв, відправився пішки на свою квартиру.
Визначена мені хатинка вросла в землю, стоїть схилившись і являє собою напівзогнилу халабуду з розкиданим під час пожежі дахом. Одні двері, у які необхідно входити зігнувшись, служать замість вікна, осколок зеленого скла, вмазаний у стіну, настільки слабо освітлює халупу, що і вдень треба все шукати навпомацки. Одна лавка становила собою всі меблі, два чи три горщики і стільки ж розколотих і скріплених дерев'яних тарілок — інше начиння. Бідна господиня декілька днів вже не їла хліба, я охоче почастував її своїм, і взамін міг отримати від неї в'язанки соломи. Розтягнувшись на голій лавці, я міг однією ногою діставати до розваленої печі, а рукою знімати павутиння в другому, протилежному кутку. Наскільки кепською не була моя наскрізна хата, однак же від втоми я спокійно проспав у ній до ранку.
8 червня. Сільський староста запропонував мені вибрати квартиру, яка мені сподобається. Я знайшов у жида порожню комірчину, і без заперечень у ній помістився. Відразу проворний мій вістовий вимив підлогу і стіни, заклеїв розбите скло папером, влаштував із двох дощок похідну постіль, і комірчина моя постала затишною, чистою кімнаткою. Оскільки ми не раніше повинні виступити, як прийде в Радзивилів остання в ар'єргарді колона, то мені досить було приємно мати таке приміщення, у якому міг би пристойно прийняти своїх товаришів, з якими давно не бачився і Бог знає коли знову побачусь Проливний дощ три дні підряд примусив мене відмовитися від прогулянки і сидіти підкуливши ноги у своїй келії.
Відправлення наше відстрочене на невідомий час, і ця новина подвоїла мою нудьгу (…)
11 червня. Після дощів настали нестерпні спеки, які, однак, не завадили мені почати звичайні свої прогулянки. Щодня піщаною дорогою ходив я в місто, бродив у сосновому лісі або в околицях озера.
Поселення наше належить генералові Ігельстрому, тому самому, який начальствував над нашими військами в 1794 році, під час тодішнього збурення у Варшаві.
Містечко це разом з багатьма іншими пожалуване генералові імператрицею Катериною II, яка щедро нагороджувала за сумлінну службу. Бідні халупи, більшою частиною без дворів, розкриті і напіврозвалені, розтягнуті майже на три версти, чотирикутна площа заросла травою, а кам'яна будівля, у якій раніше жили жиди, залишена і розламана (…) Таким було життя простого люду. З 1828 р. з прикордонного Радивилова через Крупець ходили диліжанси до Петербурга. Ігельстроми, володіння яких простягалися від Радивилова до Хотина і Малих Жабокриків, свої грошові надходження щедро вкладали в розбудову містечка. Воно славилося на Волині процвітаючим палацово-парковим ансамблем, що розташувався на невеликому штучному острові, який омивався джерельною водою (територія замку). Перекази розповідають про прекрасний вигляд невеликого палацу, чудову бібліотеку, мальовничий вигляд парку, у якому зростало 64 породи дерев і кущів, вольєри з розкішними павичами, храм, збудований за кошти Ігельстромів, біля якого він і його дружина Гонората Залуська (Стемпковська) і були поховані. Далі власниками Крупця були: Любомирські — з 1824 р., Залуські — з 1830 р. і знову Любомирські — до 1840 р. У 1844 році містечко надійшло за борги, у казну. В 1861 р. в царській Росії було відмінене кріпацтво. Утворена згодом тут з оброчних земель фермерська дільниця була куплена в 1868 році головою Острозького мирового з'їзду Г. Уваровим. В 1884 році Крупець був державним містечком, у ньому налічувалось 490 жителів, у тому числі селян — 473, дворян і духовенства — 6, міщан — 7, іноземних підданих і колоністів — 4. Дворів було 85. З 1886 р. Крупець був волосним центром і входив до Дубенського повіту Волинської губернії Київського генерал-губернаторства. Центром губернії був Житомир. До першої світової війни в Крупці знаходились волосне правління, контрольний прикордонний пост (із загоновим офіцером), православна церква, католицька каплиця, єврейський молитовний будинок, постоялий будинок, пивоварний завод, ярмарок. В волость входили 20 поселень, 8 сільських громад. Було в волості 427 дворів і проживало 5181 осіб. Основними поселеннями були: Рудня-Почаївська, Карпилівка, Козинська Пляшева, Михайлівка, Сестрятин, Ситне, Срібне, Іванівка (доречно зауважити, що сусідній Радивилів теж був волосним центром, але Кременецького повіту, так було до приходу радянських військ в 1939 році, коли був створений Червоноармійський район). Наприкінці XIX ст. у волость були включені кілька сіл розформованої Козинської волості з Козином включно. З 1879 р. у Крупці діяло однокласне народне училище міністерства народної освіти (в 1888 р. навчалось 68 учнів). Училище проіснувало до серпня 1916 року, навчання в ньому проводив один вчитель, уроки релігії вів священик. В 1870-х роках поза Крупцем до Радивилова була прокладена залізниця, в 1873 р. вона була з'єднана з мережею залізниць Австро-Угорщини. На ту сторону було три переїзди, через середній ішла дорога на Кременець, на дальшому (до Михайлівки) паровози заправлялись водою. Опис Крупця М. І. Теодоровичем в «Историко-статистическом описании церквей и приходив Волынской епархии» (1888—1903):м. КРУПЕЦЬ при річці Білій Криниці, волості Крупецької, від Житомира — 278 верст, від Дубна — 55 в., від найближчої залізничної станції Рудні — 5 в., при поштовій приймальній станції, від найближчої парафії с. Сестратина — 7 в., Срібне — 4 в. і Михайлівки — 5 в. Містечко це розташоване на рівнині й оточене лісом, воно складається з власне містечка і передмість — Стариків, Гнильчі, Цівинців і села Барани; всі ці місцевості знаходяться в безпосередньому зв'язку з самим містечком і складають одне ціле. Головна поштова дорога, яка перетинає м. Крупець, іде з Радзивилова в Дубно; від неї йдуть гілки в 4 боки — в Сестратин, у Берестечко, у Кременець і Почаїв.
На північний захід від м. Крупця, за селом Баранне, починається казенний ліс, який за 2 версти від цього села перетнутий довгим і досить високим земляним валом, що у простонародді носить назву «градки». Ці градки (від «ограда», «огорожа») були колись величезною військовою спорудою і являли собою загородження від натиску неприятелів.
На околицях села був хутір Лагани, який входив до Крупецької волості Дубенського повіту в часи Російської імперії. В кінці 19 століття на хуторі було 9 дворів і 62 жителів. Після відміни кріпацтва і до Першої світової війни дехто з селян переселявся в Сибір і на Далекий Схід — царський уряд був зацікавлений в освоєнні вільних земель.

### Храми і релігійні громади
З актів луцького замку відомо, що перша церква в Крупці була ще при тодішніх власниках Крупця луцьких православних церковних владиках Жоравницьких в другій половині XVI ст.
Далі, за М. І. Теодоровичем, відомо, що до 1866 року в м. Крупці існувала стара дерев'яна Свято-Троїцька церква, збудована в 1662 році, як про це свідчив напис над вхідними її дверима: «Врата сия Господня, праведники вънидут въ ня. Сооружися храмъ святыя и неразделимыя Троицы Р. Б. … (1662)». Переказ говорить, що церква ця була збудована козаком Деркачем. Крім того, є полотняна плащаниця, майже сучасниця храму, — з написом: «Сию плащаницю сооружили раби Божии младенци за стараніемъ Тимофея паламара Крупецкаго за отпущеніе греховъ Р. Б. …(1672) ноембрія дня …(8)». Церква ця була однокупольна і хрестовидна. Внутрішні стіни і паруси купола були прикрашені різними картинами, на зразок страшного суду і апокаліптичними зображеннями: під цими картинами був напис: «Сия икона сооружи Р. Б. Стефан Козакъ и женою Анною своєю за отпущение грехові Р. Б. …(1676) м. іюля дня …(27)». Церква ця нині не існує.
Разом із цією церквою колись у Крупці існувала інша православна парафіяльна церква, яка в 1724 році була перетворена на римо-католицький костел, причому пристосована була під костел на кошти крупецького власника — католика Миколая Цетнера. Але цей костел проіснував недовго. У 1770 році він зруйнувався від ветхості. На місці його в тому ж 1770 році побудований був новий дерев'яний на кам'яному фундаменті костел старанням місцевого ксьондза Яна Ольшевського на громадські кошти, в ім'я («под титулем») непорочного зачаття Пресвятої Діви Марії. Через 52 роки цей новий костел був перетворений на цвинтарну каплицю і на місці його в тому ж 1822 році був збудований новий камінний величний костел під тим же «титулом» на кошти тодішнього місцевого власника російського генерала графа Ігельстрома, — за віросповіданням лютеранина, котрому думку побудувати його вселила дружина — графиня Залуська (запекла католичка), за першим чоловіком. Ця дружина його похована в стінах костелу в склепі під головним вівтарем, а сам фундатор Ігельстром похований на костельському цвинтарі поблизу костелу. Оскільки костел цей служив розсадником полонізму й латинства серед місцевого руського православного населення, то, на прохання місцевих парафіян (просьба їхня від 13 березня 1866 p.), він був закритий 17 листопада 1866 року, згідно з розпорядженням головного начальника південно-західного краю генерал-губернатора Безака від 6 вересня 1866 року за Љ 14487, який особисто оглянув костел 24 червня 1866 року, — і потім переданий у відання православного духовенства, яке пристосувало його під православний храм. Освячення цього нового православного храму здійснено було 22 червня 1867 року. Храм має в довжину 48 аршинів, у ширину — від пономарні до ризниці — 30 арш. і в висоту 50 арш. Він існує донині..
При церкві м. Крупця священнослужителями були:
1. ієрей Андрій Гремак, греко-католик, служив з 1724 року протягом 43 років, походив із місцевих селян, швидко прибрав собі шляхетність, причому видозмінив своє прізвище — спочатку на Громаченко, а потім на Громачевський, як це видно з його підписів на метричних книгах;
2. ієрей-греко-католик Матфій Жигальський, служив 30 літ, при ньому був коад'ютором Іосиф Пеприцький;
3. ієрей Федір Жигальський, ймовірно — брат або син Матфея, був останнім греко-католицьким священиком у Крупецькій парафії, служив 8 років, утім, не побажавши возз'єднатися з православною церквою, він ще тривалий час священнодійствував, при цьому залишаючись безпарафіяльним греко-католицьким священиком; у 1796 році відбулося возз'єднання крупецьких греко-католицьких парафіян із православною церквою;
4. свящ. Василь Сліота, перший православний священик у цій парафії, служив 1 рік;
5. свящ. Стефан Флоріанський, служив 7 років;
6. свящ. Костянтин Флоріанський, служив 1 рік;
7. свящ. Григорій Антонович, служив 17 років, потім з 1825 по 1831 р. у Крупці не було парафіяльних священиків;
8. свящ. Іоан Думицький, з 1831 р. по 1861 p. і
9. свящ. Фадей Петрович Думицький з 1861 р. по 1890 р.

В архіві церковному зберігаються: Апостол львівського друку вид. 1574 p., Євангеліє напрестольне, Тріоди кольорові і постні — львівського вид. 1665 р. На дзвіниці є дзвони — відлиті: один у 1623 р., другий у 1650 р., третій у 1703 р., четвертий у 1824 р. і п'ятий без позначення року. Цифри ці зроблені на дзвонах слов'янським шрифтом. У свято Святої Трійці в м. Крупці буває великий ярмарок.
У м. Крупці знаходиться церква в ім'я Святої і Живоначальної Трійці. Утворена в 1866 році з рим. католицького костелу, збудованого в 1822 році генералом графом Ігельстромом. Кам'яна, вмістка; при ній камінна маленька дзвіниця. За начинням посередня. Копії метричних книг зберігаються з 1756 року, а сповідальні відомості з 1809 року. Опис церковного майна складено в 1868 р. Прихід 6 кл. Землі садиб. і город. 3 дес. 450 саж., орної 35 дес. 1.512 саж., сінок. луговий 8 дес. 2.334 саж. і зарослої вільховим лісом 3 дес. 1.056 саж. Причт користується землею спокійно. Причт: священ. 300 руб. і псалом. 50 руб. Для свящ. дім і госп. будівлі ветхі. Для псалом. дім новий, а госп. будівлі ветхі. Однокл. Народ. училище мін. нар. ос. існує з 1879 року з жалуванням учителеві 300 руб. на рік, а законовчителю 100 руб., учнів — 65. У парафії є: волосне правління і контрольний прикордонний пост із загоновим офіцером. Ярмарок буває в свято св. Трійці; торгують худобою.
До складу парафії входять передмістя Старики, Гнильча, Біла Криниця і село Бараннє. Церковно-парафіяльне попечительство існує з 1872 р. з доходом у 120 руб. на рік. Дворів: 152 1/2, парафіян 1.296 душ.
Парафіяни живуть за 2 версти й менше від церкви. Священик Фадей Петрович Думицький (з 1861 року, а на службі з 1856 року) і псалом. Володимир Олександрович Федорович (з 1885 року, а на службі з 1867 року).
19 грудня 1943 року німці підірвали церкву, бо її муровану огорожу використовували вояки УПА для засідок з метою нападів на їхні автоколони. Після війни віряни, не дивлячись на спротив радянської влади, взялись за будівництво нової дерев'яної церкви. Побудували її на схід від зруйнованої. Добровольці ночами охороняли будівництво від запеклих атеїстів-комуністів. Церква була вивершена в 195… році.
В 2001 році віряни при активній участі зацікавленого в цьому протоієрея Віктора Васильовича Стецюка (10.05.1955 — 11.03.2017, похований біля церкви) поряд з колишнім місцем розташування зруйнованої у війну завершили будівництво нині діючої мурованої церкви.

## Населення

### Мова
Розподіл населення за рідною мовою за даними перепису 2001 року:
| Мова            | Кількість | Відсоток |
| --------------- | --------- | -------- |
| українська      | 1492      | 99.01 %  |
| російська       | 7         | 0.46 %   |
| вірменська      | 3         | 0.20 %   |
| білоруська      | 2         | 0.13 %   |
| інші/не вказали | 3         | 0.20 %   |
| Усього          | 1507      | 100 %    |

## XX століття
Нове століття принесло в Крупець руйнації. В Першу світову війну біля Крупця проходили жорстокі бої між російськими
і австро-угорськими військами. В російській армії тоді було близько 3,5 млн. українців, в австрійській — до 350 тис., вони боролися і вмирали за чужі інтереси, гірше того — змушені були вбивати один одного. Жителі Крупця на період бойових дій були евакуйовані в Катеринослав (Дніпропетровськ), дехто там і залишився. Наприкінці серпня 1915 р. 8-ма армія російського Південно-Західного фронту відступили до лінії Крупець — Радивилів — Підкамінь і тут закріпилася. На захід від Крупця, біля Гайків, окопи були в повний зріст для стрільби зі сходинки, обнесені дротяними загородженнями і забезпечені сховищами від 152-мм бомб. Але, незважаючи на значні сили російських військ, зосереджених тут, австрійці діяли напористо. Ось як, наприклад, проходив бій біля Крупця 6 вересня 1915 р.
Близько 10-ї години австро-угорці відкрили сильний артилерійський вогонь по всьому фронту 7-го і 17-го російських армійських корпусів, і їхній 18-й корпус енергійно атакував лівий фланг 35-ї дивізії і правий фланг 13-ї, спрямовуючи удар на Крупець і на висоту біля Михайлівки. Частини 31-ї австрійської дивізії увірвалися в окопи супротивника, прорвалися до околиць Радивилова, створивши реальну загрозу для 35-ї артбригади, яка займала позицію біля єврейського кладовища. Батарея мусила відходити. Наступ австрійців на правий фланг 50-го полку вдалося відбити вогнем артилерії. Частина вояків розбіглася, частина залягла. Коли прийшло підкріплення, наступ продовжився від хутора Гайки західніше Крупця, близько трьох батальйонів кинулися на лівий фланг 137–го Ніжинського полку біля хутора Гнильче. Російські солдати із 138-го полку, не витримавши натиску, почали відходити на лінію Гнильче — Біла Криниця. Туди були направлені дивізійний і корпусний резерви. Планувалося спинити прорив австрійців. У разі невдачі передбачалося відступити до південної околиці Крупця — Немирівки — Гаїв — Лев'ятинських, де були окопи з дротяними загородженнями.
Незважаючи на те, що ще один полк (50-й) став відступати, командування не полишало надій на контратаку. Чекали підходу резервних сил, зокрема, Уманського козацького корпусу. Тим часом австрійці активізували свої дії на інших ділянках фронту, особливо на захід від висоти 228. А це спонукало командування російських корпусів, що воювали на стику, відмовитися від малоперспективного задуму.
Противник уже просувався південніше Крупця і виходив на групу батарей 13-ї артбригади, розташованої без будь-якого прикриття біля фільварку на північ від Радивилова. Австрійці відкрили вогонь, гармати відповіли, наступаючі розсіялися в околицях міста Відступ російських полків продовжувався. У Радивилів почали просочуватися австро-угорці. Вони протрималися тут до Луцького прориву 1916 року. Це лише один з епізодів війни, яка закінчилася поступовим розвалом як Російської, так і Австро-Угорської імперій. Крупець під час цієї війни зазнав значних руйнувань. Події Української революції також не обминули наш край стороною, тут часто змінювалась влада, точилися руйнівні бої. але основні події відбувались там, де вирішувалась доля УНР і ЗУНР — в Києві і Львові. За короткий час відбулося багато подій. Деякий час в Радивилові був штаб Симона Петлюри, з грудня 1918 р. по червень 1919 р. Крупець перебував під контролем Директорії, у їхню армію вступило і кілька крупчан. Та визвольні змагання закінчилися невдачею — східноукраїнський пролетаріат, одурманений більшовицькими гаслами і підтриманий російською більшовицькою армією, не дав змоги патріотичним силам створити українську державу. З іншої сторони Польща, підтримана Антантою і озлоблена більш ніж столітнім російським пануванням, дала рішучу відсіч більшовицькій кінній армії С.Будьонного і погнала його із своєї території за Збруч, заодно прихопивши Галичину і Західну Волинь. От як розгорталися події під час наступу Першої кінної армії на Броди: 23 липня 1920 р. в бою під Крупцем загинув командир 1-ї бригади 11-ї дивізії В. Є. Вільмут. 25 липня після масованої артпідготовки кінна армія почала наступ: "багатотисячна лава кінноти, підтримувана вогнем кулеметів з тачанок, з криком «ура» покотилась на окопи поляків. Здавалось, ніщо не може зупинити цей нестримний потік, здатний все зруйнувати на своєму шляху. Але ворог витримав і проявив дивовижну стійкість…Кінноармійці не витримали, відступили… Цього дня штаб армії на чолі з С. М. Будьонним і К. Є. Ворошиловом перемістився в Крупець. 18 березня 1921 р. після підписання Ризького мирного договору між радянськими урядами Росії і України і Польщею з іншого боку, край відійшов до Польщі. Відтоді адреса Крупця стала такою: Волинське воєводство, повіт Дубно, гміна Крупець, м. Крупець (Радивилів теж мав статус гміни). Для збільшення польської присутності на українських землях сейм ухвалив закони про надання землі польським офіцерам і солдатам, а також селянам за рахунок поділу поміщицьких маєтків. В результаті, незважаючи на перенаселеність Західної України, сюди переселилося майже 200 тис. осадників. В Крупці колишній маєток графа Ігельстрома був переданий капітану польської армії Мручкевичу — як згадують старожили, казали на нього «пан Капітан», з наголосом на «і». Люди його поважали, бо він був добрим господарем і платив найманим працівникам за виконану роботу. Старожили згадують, що канали навкруг маєтку аж до водяного млина в Гайках були наповнені водою і по них плавали зграї риби. Канали і крупецький ставок періодично очищалися від зайвої рослинності найманими місцевими жінками. Жили в Крупці і інші поляки. Вулиця «осадників» (близько 20 хат) тягнулася від теперішнього цвинтаря і закінчувалась існуючими будівлями за теперішніми ставками біля с. Гнильче. До речі, кажуть, що наявний тут єдиний цегляний будинок був збудований ще за царя чеськими колоністами. Жили поляки і вздовж дороги від радивилівської вулиці Кременецької до Білої Криниці (ця дорога тоді була пожвавленою, бо зв'язувала Радивилів з повітовим для нього Кременцем). Хоча краєм знову правили чужинці, народні українські пісня, обрядність жили. Про це свідчило те, як організовували сватання, весілля, свята Різдва, Паски, Тройці, Івана Купала, Обжинки. А найбільше славились жителі с. Крупця церковним хором. Хористи (жінки та чоловіки) організовували співанки по неділях, святах в селі. На окремих вулицях, обов'язково був якийсь дядько Максим чи Яків-дотепник з своїм гумором саркастичним словом. Не дивлячись на зміни влади, війни, тяжку працю народна пісня, казка, легенда, приказка розвивалась і жила в українському селі. Правда, населення було різне, але основу складали українці.
Освічені вчителі читали «Кобзар» Шевченка та інші українські книжки. А молодь організовувала дозвілля — танці, співи у когось на вулиці. Музикальними інструментами слугували гармонь, скрипка, бубон. За Польщі відзначали в селі свято — День Конституції Польщі 3 мая (травня). Слідкували, щоб селяни в цей день не працювали, а хто працював — поліція штрафувала. В 1938 р. на День Конституції в центрі села зробили сцену — підвищення і виступали з піснями (на польській мові) і ставили п'єсу «Про три дочки і батька». Так як навчання було на польській мові, а українську вивчали як предмет, то населення розуміло зміст пісень і п'єси. Була в селі пожежна команда і для більшої активності їх всіх залучили до цього свята.
Жили люди тоді просто, в основному з свого господарства. Краще жили ті, у кого було більше землі, вона була великою цінністю — за межу брат брата міг заколоти вилами. Статки залежали від кількості робочих рук в сім'ї і від їх працьовитості. Для успішного господарювання треба було мати коней, воза, реманент для обробки землі, січкарню, жорна, коси, серпи, ціпи, сокири, дворучну пилку тощо. Багатші селяни мали молотарки, віялки і навіть парові двигуни. Диковинкою були велосипеди. Вони були англійської фірми «Rower», тому на Західній Україні збереглась така назва. Утримували на господарстві велику рогату худобу, свині, гуси, кури, качки. Не кожний мав окремого хліва для худоби, у багатьох хлів займав половину хати. Взимку новонароджених телят часто заносили на житлову половину. Одяг був простий. З кращого одягу були кожух, костюм, сорочка, штани, хромові чоботи в чоловіків — це вдягалося до церкви чи на люди, дома всі ходили в домотканому з конопель. Влітку всі ходили босі, взимку взуття вистачало не на всіх. Одяг зберігався в скрині. Меблі були прості — лави, табурети, столи ручної роботи. Спали кому де доведеться — на печі, на скрині, навіть на застеленій соломою долівці. Голови сімейств спали на дерев'яних ліжках без матраца, напханих соломою або сіном і застелених рядном. Полотно для одежі робили жінки — треба було коноплі вимочити в річці, потовкти, очистити волокна, спрясти в нитки, виткати полотно, відбілити на сонці і вручну зшити одежу. Продукти зберігали в коморі і льоху. Їжу готували в печі чи на припічку в чавунних баняках, в основному борщ чи суп. Посуд був глиняний, ложки дерев'яні. Жито в снопах молотили ціпами на току, провіювали, мололи в жорнах і з отриманого борошна пекли в печі хліб з розрахунку на кілька днів. Щоб спекти пироги чи паску, зерно возили питлювати до млина. М'ясо їли в основному на Різдво чи на Великдень. Сало солили і складали в полотняні торби, воно там жовтіло і втрачало смак, але тоді всім смакувало. Квасили капусту і солили огірки в великих дерев'яних діжках. Молочні продукти зберігали в глиняних глечиках-гладущиках. Гречка була делікатесом. Опію вживали конопляну або ріпакову. Хто хотів і мав чим — ловив рибу, її тоді було багато. Все було екологічно чисте, природа була незаймана, добрив і гербіцидів ніхто не використовував, але врожаї були низькі. Обігрівали хати дровами, хто не мав свого лісу — мерзнув. Долівка в хатах була з глини, освіжали її (мазали) бовтанкою з глини і свіжого коров'яку. В крамницях купували сіль, керосин, сірники (їх ще кололи начетверо — сірники були великі). Мило вміли варити самі. Школа була між ставком і початком вулиці Старики. Діти ходили до школи з полотняними торбинами, часто босі, їжу брали з дому. За навчання в школі, яке велося польською мовою, треба було платити певну суму, не всі закінчували чотири класи, дехто і зовсім не ходив і залишався неграмотним. Всі були зайняті, для дітей теж була робота. Довгими зимовими вечорами збиралися на вечорниці, де при гасових лампах пряли, вишивали, співали і лузали гарбузове насіння. Доводилось світити і скалками — трісками із смолистих соснових пеньків, їх ставили на припічку, вони досить скоро горіли і сильно кіптили. Молодь збиралася окремо, а привід для веселощів в неї завжди був. Діти влітку бовталися в річці або гралися в ігри типу «хованки», «дзея», до морозів вони ходили босі. Чоловіки були й тоді такі, що любили заглянути в чарку — такі жили бідно. Але жінок, щоб пили і курили, тоді не було. Ті господарі, у кого було мало землі і багато дітей — журилися, як потім цю землю дітям ділити. Поляки слідкували за порядком, якщо в когось перед хатою росли бур'яни чи було засмічено — урядник міг оштрафувати. Щорічно проводився «шарварок» — треба було один або кілька днів відпрацювати з своїм інструментом і кіньми на благоустрої доріг. Дороги тоді були ґрунтові. 23 серпня 1939 року між фашистською Німеччиною Гітлера і соціалістичним ССР Сталіна був підписаний «пакт Ріббентропа — Молотова», згідно таємного протоколу до якого Польща мала бути по-дружньому поділена. 17 вересня 1939 року на в'їзді в Радивилів зі сторони Крупця прокомуністична молодь спорудила вбрану в зелені гілки і уквітчану арку — так зустрічали Червону Армію, що «визволила» край від поляків. Так прийшли, як в нас часто казали, «перші совєти». В грудні 1939 року на новоприєднаних землях було ліквідовано старий адміністративний поділ. Крупець ввійшов в новостворену Ровенську область, а з січня 1940 року в новостворений вже Червоноармійський район і був перейменований з містечка на село, Крупецька волость була ліквідована, тоді ж тут створюється один із перших в області колгосп імені Сталіна. Колгоспників на регулярних зборах націлювали на виконання державних планів. В 1941 році в Москву на Всесоюзну сільськогосподарську виставку їздила ланкова колгоспу Надія Токмина. В жовтні 1939 р. почала працювати неповна середня школа, одна з двох в районі, у якій навчалось 86 учнів. Навчання велось на рідній українській мові. Було розпочато будівництво нової двоповерхової школи. Для дорослих відкрили клуб, бібліотеку, а також курси для ліквідації неграмотності і малограмотності. Клуб зробили з колишнього пансько-графського палацу на вулиці Огрод (при Польщі Плянтер). В будинку зробили великий зал для клубу та бібліотеки. Вела роботу Ольга Орищин (Пінчук), що була першим депутатом районної ради в селі, допомагали вчителі, місцеві активісти. В лікнепі в 1941 р. навчалось 198 чол., з них 186 жінок.
За Польщі таємно працювала «Просвіта», де були книжки Шевченка, Франка, Старицького, Карпенка-Карого, Нечуя-Левицького, Куліша. Їх зберігав вдома в скрині Гулій Марко Степанович, Токмина Лідія Михайлівна та інші. А в 1940 році збережені книги віддали в бібліотеку Орищин Ользі. В грудні 1940 р. пройшли вибори до районної і сільських рад депутатів трудящих. Організовується передплата державної позики. Проводилися колективні збори, на яких лектори-пропагандисти роз'яснювали основи Конституції СРСР. Організовували драмгурток, почали ставити п'єси «Безталанна», «Назар Стодоля», «Правдиве багатство». Молодь, особливо з бідноти, була рада колективній праці. На цей час на центральній вулиці була укладена бруківка, між Крупцем і Червоноармійськом обладнано військовий аеродром. Але прийшли нові завойовники — німці. Наприкінці червня 1941 року німецькі танки з хрестами вже були в нас. Тепер їх народ хресним ходом зустрічав як визволителів від безбожників. Німцям в районі Червоноармійська, Крупця, Козина безуспішно протистояв 80-й механізований корпус генерала Дмитра Рябишева (в трикутнику Луцьк — Рівне — Броди тоді відбулась найбільша танкова битва початкового періоду війни — з радянської сторони більше 3 тис. танків і близько 750 танків 1-ї німецької танкової групи генерала фон Кляйста). На полях залишилось багато спалених танків, в основному «руских». Та хоч фашистів зустрічали як визволителів, їхній «новий порядок» в українців викликав спротив. Але все-таки навіть під час німецької окупації в 1942 р. відкрили школу, а по неділях, святах працював клуб, бо п'єси ще ставили, під час окупації спочатку йшли всі в церкву, пізніше в клуб. В Огроді ставили п'єси, а дяк збирав на спів дітей, проводив репетиції з церковними хористами. Особливо виділялись хористи Мариська з вул. Підцівінців (Травнева) і Тетяна (Тацька) Черешньовська із Стариків. Але Масляну (колодки)справляли по вулицях. А молодь збиралась на вечорниці в когось на вулиці, де були дівки, справляли св. Андрія, Коляду. А вже в 1943 р. німці все розігнали. Почалась справжня війна, утиск, гноблення народу. На цей час фашисти встановили в селі свій «порядок». Були ліквідовані всі євреї, у людей забирали худобу, молоко, зерно, м'ясо. Молодь вивозили на примусові роботи в Німеччину. Всі старалися будь-яким способом ухилитися від цього. Підрозділи ОУН-УПА чинили спротив діям фашистів. На той час з мешканців навколишніх сіл, у тому числі Крупця, була сформована сотня (курінь) Докса (псевдо уродженця с. Сестрятин Семена Котика), яка дислокувалася в лісі за с. Баранне. Повстанці робили засідки за міцним церковним муром і нападали на гітлерівські автоколони (кажуть, що в одній з таких акцій був вбитий німецький генерал), здійснювали часті диверсії на залізниці. З початком активних військових дій проти німців організовувались акції для здобуття зброї та одягу зі складів, транспортів, що йшли на фронт, а найчастіше уніформу добували в бою. Про одну з акцій, що відбулася 29 серпня 1943 р. на дорозі біля села Крупець на Дубенщині, знаходимо таку згадку: «Спалено дві машини, третю забрано цілою… З машини забрано 98 пар чобіт військових, 73 шт. штанів, 74 мундири, понад 1000 шапок військових і ще деякі речі». У відповідь фашисти спалили хутір Гаї, багато будинків в Крупці. Було вбито 28 сільчан, у тому числі кількох спалили живцем. Крім того, 19 грудня 1943 року фашисти підірвали колишній палац графа Ігельстрома, недобудовану школу і церкву. Поскільки в попередні часи церква мала щедрих жертводавців, у ній на той час було багато цінних предметів сакрального мистецтва: дзвони (1623, 1650, 1703, 1824 років виготовлення і один без позначення року), Богослужбові книги львівського видання: — Апостол (1574 р.), Євангеліє напрестольне і Тріоди кольорові і прості (1655 р.) тощо. Копії метричних книг зберігалися з 1756 року. Їх доля невідома. Так історичний центр Крупця був майже повністю зруйнований. Село було визволене від фашистів 19 березня 1944 року Червоною Армією, яка на той час вже мала над німцями трикратну перевагу в живій силі і п'ятикратну, завдяки американським поставкам — в техніці. Розпухлі тіла вбитих німців ще довший час валялися по лугах, поки їх віддали землі, проте місце їх поховання відмітити ніхто не спромігся. Але ще кілька місяців Крупець був в прифронтовій смузі — ішли запеклі бої з оточеними в «Бродівському котлі» німцями. Разом з німцями тримала оборону і 15-титисячна українська дивізія СС «Галичина», яка ціною великих втрат вийшла з оточення і пройшла свій подальший бойовий шлях за межами України. В Крупці в цей час стояли далекобійні гармати і 12-ти ствольні реактивні мінометні установки «катюші». Молодих хлопців, чоловіків насильно мобілізували на фронт. Тих, хто з релігійних мотивів відмовлявся або був причетний до УПА — відправляли в концтабори. Почалась тяжка праця по відбудові села: засипали окопи, розбирали фашистські об'єкти, доглядали поранених бійців. Довго ще руїни жахали, але село відбудовувалось. Адже було зруйновано понад 100 будинків, у тому числі і клуб в Огроді.
Але в тому ж році вже було відкрито початкову школу. По закінченні війни всіх польських осадніків з околиць вивезли в Сибір, дозволивши взяти тільки ручну поклажу. Решту їхнього майна здали в сільмаг, де бажаючі займали черги, щоб щось недорого купити. 9 травня 1945 р в центрі села був мітинг в честь Перемоги. Радість охопила всіх жителів. Жінки чекали повернення своїх чоловіків з війни, дівчата-хлопців, женихів. Пісня прокотилася селом на кожній вулиці. Та була ще одна сумна сторінка історії — в 1947 році в північно-східній Україні і сусідній Росії був великий голод, звідти ходили люди просити їсти, називали їх «брянськими». Дехто з них наймався на роботу і прижився в Крупці, були випадки, коли прохачі помирали при дорозі. В тому ж 1947 р. відкрили в центрі села клуб в будинку с/ради (колишня комендатура поліції (гміна) він вцілів. Там була школа (всього 2 кл) але по неділях грала гармонь, збиралась молодь після церкви на танці. Першим завклубом була Галамага Віра Купріянівна (Бадиляка), а коли повернулись хлопці з фронту 1947—1948 р. завклубом став Возний Олександр Ілліч, він грав на гармошці організовував драмгурток разом з вчителькою історії Гулій Надією Марківною. Ставили п'єсу Карпенка-Карого, «Сватання на Гончарівці», «Назар Стодоля», Шевченка. Основну роль Наталки виконувала Маруся Орищин (Сопронюк). В 50-тих роках збудували новий дерев'яний клуб. Архітектор Найчук Ілля придумав красивий фасад з колонами. Клуб будували з дерева, старих стодол, які при організації колгоспу, забирали у людей. Завклубами були Сінчук Ганна, 3абрідня Надія, Черешньовський Анатолій Білецький Григорій (новий клуб). В клубі «крутили» кіно, електрику забезпечували бензоелектрогенератори «ЗІД». Після кіно були танці під патефон, пізніше під радіолу. Музика була з пластинок популярних радянських співаків. Але ще певний час УПА не припиняла боротьби і нова влада, яку прозвали «другі совєти», вела з нею війну. Особливою жорстокістю в поводженні з підозрюваними у зв'язках з ОУН відзначався Кондратьєв. В підвал було чути, як він на допитах кричав: «Я куріци нє зарєжу, я куріци нє убью, а чєлавєка павєшу і кожу садру!!!» Вбитих в бою з «ястрєбками» чи закатованих в катівні МГБ (нинішній територіальний центр соціального обслуговування в Радивилові, в'язнів тримали в підвалі) викидали в Червоноармійську на інший край дороги (там зараз пам'ятник жертвам репресій), звідки рідня їх тихенько вночі забирала. Закопували їх на цвинтарі теж потайки, по наводці сексотів (сєкрєтних сотрудніков, по простому запроданців) могли схопити і мордувати будь-кого. Криївка була доброю схованкою, але непридатною для оборони, тому при її виявленні треба було або здаватися на тортури, або стрілятися. «Друже Липа, не хотів ти здатися живим — стрілив в груди і навіки життя своє закінчив. Тіла твого молодого друзі не ховали, про смерть твою тато й мама нічого не знали…..» — це уривок вірша про одного з вояків, мешканця х. Гаї, який останню кулю зберіг для себе. Живим давали по 10 років каторги — на Колимі, Казахстані, Печорі і т. д. Проте деякі загони ОУН-УПА діяли в околицях до середини 50-х років. Курінь Докса брав участь в багатьох боях, у тому числі з червонопартизанським з'єднанням Сидора Ковпака, яке здійснювало рейд від Путивля до Карпат, а також у відомій битві з військами НКВС під Гурбами Здолбунівського району. Після війни знову було організовано колгосп, якому дали назву «Комуніст». Одним з перших засобів механізації в колгоспі була американська вантажівка «Студебекер», надана СРСР по ленд-лізу, а на цегольні два німецькі трактори «Больдо», отримані як контрибуція. За кілька післявоєнних років одноосібництво було ліквідоване. Активісти комуністичного будівництва відбирали в багатших селян коней, корів, сільгоспреманент, розбирали стодоли і використовували для колгоспних потреб. Туди ж були використані будматеріали з руїн графського палацу. В селян найкращу землю відібрали, дозволено було мати 50 соток городу сім'ї членів колгоспу і 15 соток неколгоспникам, і то на неродючих ґрунтах. З худоби дозволено було тримати корову і теля. За роботу в колгоспі нараховували трудодні. На початку 1960-х років в Крупець провели електрику від побудованої в Добротворі Львівської області теплової електростанції, а також проводове радіомовлення, яке в народі називали брехунцем або колхозніком за 40 копійок в місяць. Відтоді о 6-й годині ранку звучав гімн УРСР — «Живи, Україно, прекрасна і сильна…, у Радянськім Союзі ти щастя знайшла!», потім 15-ти хвилинна ранкова гімнастика в музичному супроводі і далі новини з міжнародного життя, у яких висвітлювалось важке життя трудящих у капіталістичних країнах і оспівувались переваги соціалістичного ладу. Популярною піснею була: «буряки рядочками, стеляться листочками — наче море води розлива!…» про колгоспні лани. Повсякденною одежею селян в той час стали ватна «куфайка», «хлопчатобумажні» штани і кирзові (рідше «рєзінові») чоботи. В той час селяни вже мали можливість обзавестися радіолами, чорно-білими телевізорами ранніх моделей або «телекомбайнами» — гібридом телевізора і радіоли, а також холодильниками і простими пральними машинами. Зображення та телевізорах було погане, бо телецентр був у Львові, антени були недосконалі, показував один канал. Також в 60-х роках була проведена зачистка території колишнього замку і церкви, у тому числі прицерковних цвинтарів — християнського і єврейського. Відтоді центр села перемістився на інший кінець вулиці Зарогатка, де вже були сільська рада і клуб. Територію замку віддали під приватну забудову. В 1969 році згідно постанови КП України і Ради Міністрів УРСР колгосп «Комуніст» був перейменований в Червоноармійську птахофабрику. Значну допомогу в розвитку культурного і духовного збагачення селян надавала комсомольська організація, яка зросла з 5 чоловік до 12 в 1950 р та до 96 чол. в 1969 р. Інтелігенція села-вчителі не стояли осторонь. На той час працювала вже семирічна школа. П'єси ставили в школі (млин) навіть в магазині сільпо, поки його не відкрили (збудували швидко). В 1959 р. відкрили нову восьмирічну школу.
Значно зросла й культура села в Крупецькому клубі, яким завідував Олег Григорович Васьковець. Працювали такі гуртки: драматичний, вокальний, спортивний і художнього читання. Організовували вечори «Запитань і відповідей», диспути, усні журнали, вечори молоді. Урочисто відзначали дати революційних свят, визначних подій в країні. З великим успіхом йшла п'єса Голованіського «Дальня луна», «Фараони». Чотири рази в тиждень демонстрували кінофільми, навіть проводили кінофестивалі. Почали вводити нову обрядність-урочисто відзначали реєстрації шлюбів і новонароджених, проводи в Радянську армію.
Вже в 60-тих роках організували духовий оркестр з дорослого населення. Інструменти закупив колгосп. Лише 1968 р. Крупецька с/рада витратила на освіту 62430 крб., а на культуру 7574 крб., на охорону здоров'я 6976 крб. На початку 50-тих прислали завклубом Грушкевича Петра — професіонала з культосвітньою освітою, вокальними і музичними здібностями (пізніше зять агронома Кравчука Олександра Степановича). Духовий оркестр славився на весь район. Лекції в клубі почали читати приблизно з 1949 р. Пізніше студенти, які були на практиці в школі завжди в 50-тих роках організовували читання лекцій і усні журнали, лекції та концерти до Дня Жінки, 1 травня, річниць Великого Жовтня, до дня народження Т. Г. Шевченка. Особливо гарні вечори, постановки п'єс художнього читання організовувались спільно з завклубом та вчителем Токар Оленою Федорівною (Рудишин). Та всі ці заходи охоплювали неширокий круг людей, в основному молодь. В селі процвітало самогоноваріння, непитущі люди виглядали диваками. В 70-х роках життя покращилося. В зв'язку з продовольчою проблемою в СРСР влада дивилася крізь пальці на те, скільки худоби громадяни утримували в домашньому господарстві. Люди почали відгодовувати бичків і теличок. За три-чотири бики можна було придбати цеглу на будинок, тому почався будівельний бум, тим більше, що за недотримання проектної документації ніхто не карав. В Крупці появились нові вулиці: 40-річчя Перемоги і Шкільна з провулками, ущільнилась забудова на тих, що були здавна. В приватній власності появились легкові автомобілі, хоч їх і було кілька на все село, до того ж «Жигулі» можна було придбати тільки по «блату», їх «давали» тільки передовикам виробництва. «Волга» для селян була недосяжною мрією. Популярними були також мотоцикли, особливо з коляскою. В моді було завішувати стіни кімнат «коврами». Окремі ініціативні люди (їх називали спекулянтами) їздили в багатшу Прибалтику, у них можна було придбати модні шуби, «балонові» плащі, нейлонові сорочки і т. д. В кінці 70-х появились громіздкі і ненадійні кольорові телевізори, показували три канали — ЦТ, УТ, і ЦТ-2. В моді були транзисторні радіоприймачі ВЕФ і портативні касетні магнітофони. Але все це було дефіцитним, до того ж люди звикли жити бідно, тому багато громадян «тримали гроші на книжці» в Ощадбанку, дехто навіть дуже великі суми, і при розвалі Радянського Союзу вони просто пропали. На той час про символи української державності — гімн і тризуб молодь вже не знала, старші люди не згадували вголос, а офіційно ОУН і УПА вважалися буржуазними націоналістами і бандитами. Деякі керівники переходили на російську мову. Переїзд через залізничну колію в кінці вул. Біла Криниця був закритий як злодійський і бандерівський (а він був частиною дороги, яка з дуже давніх часів зв'язувала Крупець і Радивилів з Кременцем). Землі, які були за переїздом (Батьківщина) були віддані колгоспу с. Башарівка. Землі за с. Баранне були віддані колгоспу с. Сестрятин. Це було зроблено тому, що згідно планів місцевих керівників КПУ птахофабрика мала годувати курей комбікормами з Радивилівського комбікормового заводу, за їхнім задумом, до Крупця мала бути підведена колія. Таким чином ці землі для крупецької громади були втрачені. 01.01.1984 року Червоноармійська птахофабрика була перейменована в птахорадгосп «Червоноармійський» (наказ Міністерства УРСР N7 від 10 січня 1983 р.). В 80-х роках добробут селян незначно зростав. Будинки вже починали облаштовувати ванними кімнатами, туалетами і кухнями (раніше обходились літніми кухнями), каналізацією, місцевим водопроводом. Наприкінці 80-х років в Крупці вже були побудовані за два попередні десятиліття торговий центр, сільрада, фельдшерсько-акушерський пункт, баня, нова 10-ти річна школа, дитсадок.
При будівництві нової траси Київ-Чоп, яку проклали через ставок, (на старій трасі біля початку вулиці Огрод крутий поворот, і там було багато автопригод) клуб в 1989 р. розібрали і почали будівництво нового будинку культури в центрі села біля нової с/ради. Новий будинок культури відкрили 1992 році. Його директором довгий час був Білецький Григорій, котрий також старався організовувати дозвілля молоді (дискотеки, тематичні вечори до пам'ятних дат, усні журнали). А в 1991 році збулася мрія багатьох поколінь українців — СРСР розвалився і Україна стала незалежною державою.
12 червня 2020 року, відповідно до розпорядження Кабінету Міністрів України № 722-р від «Про визначення адміністративних центрів та затвердження територій територіальних громад Рівненської області», увійшло до складу Крупецької сільської громади Радивилівського району.
19 липня 2020 року, в результаті адміністративно-територіальної реформи та ліквідації Радивилівського району, село увійшло до складу Дубенського району.

## Історія бібліотеки
До 1939 року бібліотеки в селі Крупець не було, але діяла нелегальна невелика «Просвіта». Книги зберігались по домівках, у скринях. Зберігали в себе книги Орищин Ольга і Гулій Марко. В основному це були твори Шевченка, Карпенка-Карого, Куліша, Франка і Нечуя-Левицького та інших.
В 1940 році в селі почала працювати хата-читальня при клубі, який був розташований в будинку поляка капітана Мручкевича на вулиці Огрод. Завідувала читальнею — Орищин Ольга. Допомагали їй розповсюджувати літературу дівчата, які проживали на цій вулиці, це: Хороновська Ліда, Олійник Ліда.
Під час окупації, як хтось діставав газету то її прочитувало декілька десятків чоловік. Потайки читали «Кобзаря». У 1942 році молодь пробувала ставити п'єси: «Украдене щастя», «Велике богацтво», «Будка 86» Івана Франка. Але окупаційна влада не дозволяла проводити такі заходи. 19 березня 1944 року Крупець було звільнено Червоною Армією, а вже восени відкрили початкову школу. В 1945 році було відкрито хату-читальню, на вулиці Заокіп у будинку Найчука Микити. Завідувала читальнею Чайка Надія Григорівна.
В 1950 роках працювала невелика бібліотека при сільській Раді в центрі села. Завідували бібліотекою Сінчук Ганна, Галамага Віра, Вдовиченко Наталія.
В 1956 році завідувала бібліотекою Яворська Ніна. Наприкінці 60-х років в центрі села був збудований новий клуб, а при ньому і бібліотека. Очолила нову бібліотеку працівник з бібліотечною освітою Загоруйко (Порицька) Олена Іванівна, яка пропрацювала в бібліотеці понад сорок років. Неодноразово Олена Іванівна за сумлінну працю на бібліотечній ниві нагороджувалась почесними грамотами, портрет її прикрашав району і обласну дошки пошани.
Мережа обслуговування населення книгою розширювалась, діяли пункти видачі літератури на хуторі Пісок, Гнильче, Гайки. Під час жнив на току і польових станах організовувались агітвагончик, де працюючі могли ознайомитися зі змістом свіжих газет, та новинами літератури. В сімдесятих роках фонд бібліотеки нараховував понад десять тисяч примірників книг, та понад дві тисячі читачів. Було відкрито шкільні бібліотеки. Фонди бібліотеки з кожним роком збільшувались. Після реорганізації бібліотек в 2003 році фонд публічно-шкільної бібліотеки села Крупець налічує більш як двадцять тисяч примірників книг.
І сьогодні працівники бібліотеки (завідувачка О. М. Бугайкіна, провідний бібліотекар О. М. Калашникова) не стоять осторонь суспільного життя сільської громади. Вони беруть участь у засіданнях виконкому сільської ради, сесіях та сходах сіл територіальної громади, вносять свої пропозиції з тих чи інших питань.
Беруть активну участь у районних та обласних конкурсах. В 2001 році зав.бібліотекою О. М. Бугайкіна зайняла перше місце у конкурсі на найкращу професійну майстерність присвяченому Всесвітньому дню бібліотек, в 2005 році в обласному огляді конкурсі по обслуговуванню людей з обмеженими фізичними можливостями бібліотека с. Крупець зайняла друге місце в районі. В районному конкурсі найкращий читач року який проводився дитячою районною бібліотекою у 2006 році читачі бібліотеки зайняли трете місце. Працівники бібліотеки неодноразово нагороджувались почесними грамотами за сумлінну роботу по обслуговуванню читачів і пропаганді книги.

## Відомі люди
- митрополит Іоанн (в миру Іван Теодорович) — український духовний діяч, ієрарх створеної 1921 року Української Автокефальної Православної Церкви, митрополит Української православної церкви США, митрополит Української православної церкви Канади.
- Євген Гудима — поет і педагог.
- Василь Краснопольський — поет.
- Фадей Петрович Думицький (18 серпня 1833 — 9 квітня 1925) народився в сім'і священослужителів в м. Крупець Дубнівського повіту Волинської губернії. При церкві був з 1856 року, замінив на службі свого батька в 1861 році. Залишив свій слід в історії написанням детальної статті «М.Крупець Дубен. у.» у Волинських єпархіальних відомостях за 1872 рік у номерах 14—17, яку взяв за основу в описі Крупця М. І. Теодорович. Був похований біля церкви. Після того, як німці в ході другої світової війни підірвали церкву, а в радянський період історичний центр було остаточно знищено, його могила на диво вціліла і зараз знаходиться в задовільному стані неподалік новозбудованої церкви.[13].
- Маєвський Володимир Олександрович — фахівець у галузі деревообробки.
- Приступа Олександр Миколайович — директор, учитель Крупецької ЗОШ, заслужений вчитель України[14].